# آب زندگانی

چشمه جوانی، نقاشی ۱۵۴۶ توسط لوکاس کراناخ بزرگ

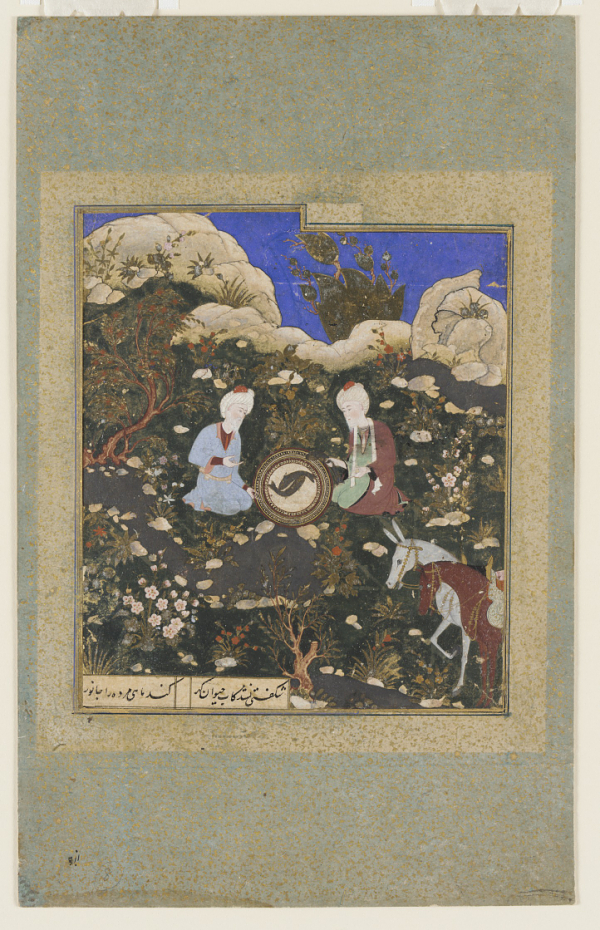
مینیاتور ایرانی که خضر و اسکندر را در حال تماشای آب زندگی در حال احیای یک ماهی شور هستند

آب زندگانی یا آب حیات، چشمه‌ای است که در روایات و متون دینی آمده است و گفته می‌شود هر کس از آن بنوشد جوانی خود را بازمی‌یابد و پیر نمی‌شود. داستان‌های مربوط به آب زندگانی هزاران سال است در نقاط گوناگون جهان بازگو شده و در گیلگمش، نوشته‌های هرودوت (پنج سده پیش از میلاد) و اسکندرنامه و داستان‌های جنگ‌های صلیبی نیز دیده می‌شود. در داستان‌ها به آن آب زندگی، آب جاودانگی، آب جوانی، و آب بقا هم گفته‌اند. بر طبق افسانه‌ها چشمهٔ آب حیات بین رودهای دجله و فرات در سرزمین ظلمت قرار دارد
در روایات‌های اسلامی نیز نام سه تن آمده است که در پی آب زندگانی رفته‌اند.
دو تن از ایشان از آن آشامیده و زندگی جاودان یافته‌اند و یکی ناکام بازگشته است: الیاس، خضر و ذوالقرنین.
چشمه جوانی، چشمه‌ای افسانه‌ای، ظاهراً جوانی را به هر کسی که در آن آب می‌نوشد یا حمام می‌کند بازمی‌گرداند. داستان‌های چنین چشمه‌ای هزاران سال در سراسر جهان بازگو شده است، که در نوشته‌های هرودوت (قرن پنجم قبل از میلاد)، در داستان‌های عاشقانه اسکندر (قرن سوم پس از میلاد)، و در داستان‌های پریستر جان (اوایل جنگ‌های صلیبی، یازدهم) ظاهر شده است (قرن دوازدهم میلادی). داستان‌های آب‌های مشابه نیز در میان مردم کارائیب در دوران اکتشاف (اوایل قرن شانزدهم) برجسته بود. آن‌ها از قدرت ترمیم کننده آب در سرزمین افسانه‌ای بیمینی صحبت کردند. بر اساس این افسانه‌های فراوان، کاوشگران و ماجراجویان به دنبال چشمه گریزان جوانی یا راه حل دیگری برای پیری بودند که عموماً با آب‌های جادویی مرتبط است. این آب‌ها ممکن است یک رودخانه، چشمه یا هر منبع آبی دیگری باشد که گفته می‌شود روند پیری را معکوس می‌کند و هنگام بلعیدن یا حمام کردن، بیماری را درمان می‌کند.
این افسانه به ویژه در قرن شانزدهم، زمانی که با کاشف اسپانیایی خوان پونس د لئون، اولین فرماندار پورتوریکو مرتبط شد، برجسته شد. ظاهراً پونس د لئون هنگام سفر به فلوریدا در سال ۱۵۱۳ در جستجوی چشمه جوانی بود. در افسانه‌ها آمده است که بومیان آمریکا به پونس دو لئون گفتند که چشمه جوانی در بیمینی است.

## چشمهٔ جوانی در غرب
در میان غربیان به آب حیات، چشمهٔ جوانی می‌گویند. این اندیشه در سده‌های میانه رواج شدیدی داشته است. با کشف ایالت فلوریدا توسط پونس دولئون اسپانیایی، این اندیشه رونق بیشتری گرفت چنان‌که خود لئون نیز به دنبال این چشمه می‌گشت.
هرودوت از فواره‌ای حاوی نوع خاصی از آب در سرزمین ماکروبی‌ها یاد می‌کند که به ماکروبی‌ها طول عمر استثنایی آنها می‌بخشد.
سپس ایکتیوفاگید به نوبه خود از پادشاه در مورد مدت زندگی و رژیم غذایی مردمش سؤال کرد و به آنها گفته شد که اکثر آنها صد و بیست سال عمر کردند، در حالی که برخی حتی از آن سن فراتر رفتند - آنها گوشت آب پز می‌خورند. و جز شیر چیزی ننوشیدند. هنگامی که ایکتیوفاگی‌ها از تعداد سال‌ها شگفت زده شدند، آنها را به چشمه ای برد و در آنجا پس از شستن، گوشت خود را براق و براق یافتند، گویی در روغن غسل کرده باشند - و بویی از چشمه می‌آمد. از بنفشه‌ها گفتند آب آنقدر ضعیف بود که هیچ چیز در آن شناور نمی‌شد، نه چوب و نه ماده سبک‌تر، اما همه به ته می‌رفتند. اگر روایت این چشمه درست باشد، استفاده مداوم آنها از آب آن است که عمر آنها را طولانی می‌کند.

## آب حیات در متون شرقی
داستانی از «آب زندگی» در نسخه‌های شرقی عاشقانه اسکندر ظاهر می‌شود که اسکندر مقدونی و خدمتکارش را در حال عبور از سرزمین تاریکی برای یافتن چشمه ترمیمی توصیف می‌کند. بنده در آن داستان نیز به نوبه خود از افسانه‌های خاورمیانه الخضر، حکیمی که در قرآن نیز آمده است، گرفته شده است. نسخه‌های عربی و الجامیادو از رمانس اسکندر در طول دوره حکومت مورها و پس از آن در اسپانیا بسیار محبوب بود و برای کاشفانی که به آمریکا سفر می‌کردند شناخته شده بود. این گزارش‌های قبلی الهام‌بخش فانتزی محبوب قرون وسطایی «سفرهای سر جان ماندویل» بودند، که همچنین از فواره جوانی در پای کوهی خارج از پولومب (کولام مدرن) در هندوستان یاد می‌کند. به دلیل تأثیر این داستان‌ها، افسانه چشمه جوانی در هنر گوتیک درباری رایج بود، به عنوان مثال روی تابوت عاج با صحنه‌های عاشقانه (والترز ۷۱۲۶۴) و چندین آینه عاج ظاهر شد و تا عصر اروپایی محبوبیت خود را حفظ کرد.

## آب حیات در متون دینی
در عهد جدید و در کتاب مکاشفه یوحنا دربارهٔ آب حیات گفته شده است: «نهری از آب حیات به من نشان داد که درخشنده بود همچون بلور؛ و از تخت خدا و بره جاری می‌شد.» (۲۲:۱)